# Moh Green
Pour les articles homonymes, voir Green.
 (mai 2021).
La mise en forme du texte ne suit pas les recommandations de Wikipédia : il faut le « wikifier ».
Les points d'amélioration suivants sont les cas les plus fréquents :
- Les titres sont pré-formatés par le logiciel. Ils ne sont ni en capitales, ni en gras.
- Le texte ne doit pas être écrit en capitales (les noms de famille non plus), ni en gras, ni en italique, ni en « petit »…
- Le gras n'est utilisé que pour surligner le titre de l'article dans l'introduction, une seule fois.
- L'italique est rarement utilisé : mots en langue étrangère, titres d'œuvres, noms de bateaux, etc.
- Les citations ne sont pas en italique mais en corps de texte normal. Elles sont entourées par des guillemets français : « et ».
- Les listes à puces sont à éviter, des paragraphes rédigés étant largement préférés. Les tableaux sont à réserver à la présentation de données structurées (résultats, etc.).
- Les appels de note de bas de page (petits chiffres en exposant, introduits par l'outil «  Source ») sont à placer entre la fin de phrase et le point final[comme ça].
- Les liens internes (vers d'autres articles de Wikipédia) sont à choisir avec parcimonie. Créez des liens vers des articles approfondissant le sujet. Les termes génériques sans rapport avec le sujet sont à éviter, ainsi que les répétitions de liens vers un même terme.
- Les liens externes sont à placer uniquement dans une section « Liens externes », à la fin de l'article. Ces liens sont à choisir avec parcimonie suivant les règles définies. Si un lien sert de source à l'article, son insertion dans le texte est à faire par les notes de bas de page.
- La présentation des références doit suivre les conventions bibliographiques. Il est recommandé d'utiliser les modèles {{Ouvrage}}, {{Chapitre}}, {{Article}}, {{Lien web}} et/ou {{Bibliographie}}. Le mode d'édition visuel peut mettre en forme automatiquement les références.
- Insérer une infobox (cadre d'informations à droite) n'est pas obligatoire pour parachever la mise en page.

Pour une aide détaillée, merci de consulter Aide:Wikification.
Si vous pensez que ces points ont été résolus, vous pouvez retirer ce bandeau et améliorer la mise en forme d'un autre article.
Moh Green, de son nom civil Mohamed Ben Hadda, né le 7 août 1982 à Paris, est un artiste , disc jockey et producteur français, d’origine algérienne.
Il a multiplié les collaborations avec des artistes nationaux et internationaux, tels que Sean Paul, Fally Ipupa, Indila, Zaho, ou encore Kenza Farah. La plupart des artistes pour lesquels il a collaboré proviennent de la diaspora africaine. Moh Green en véritable globetrotter a mixé dans de grands clubs de la planète et dans plus de 40 pays différents. Il compte plus de 70 featurings. Ce célèbre DJ algérien est l'un des producteurs de musique les plus titrés d'Afrique.
DJ Moh Green est issu du Golden Crew, un duo de DJ's qui rencontre des succès en France, mais aussi en Allemagne, Suisse, Belgique et Japon.
En 2019, Moh Green compose l’hymne officiel de la Coupe d’Afrique des Nations de football 2019, African Proud. En véritable artiste fédérateur, il a réuni de grands artistes africains tels que Wally Seck, Iba One, Josey, Fanicko, Kafon, Stanley Enow, Bgmfk, Héritier Watanabe et Dub AfriKa. Le but de ce projet était de montrer une Afrique unie. De nombreuses personnalités telles que Fally Ipupa, Booder, Papa Wemba, Smail Bouabdellah apparaissent dans le clip African Proud qui sera sélectionné comme le générique de l'émission de la CAN 2019 diffusée sur BeIn Sports France.
La même année, DJ Moh Green participe à la semaine africaine organisée par l'UNESCO à Paris.

## Discographie
Compilations
De 2004 à 2007 :
Vinyl Golden Break 1 en Guest : DJ Mot , DJ Nono

Vinyl Golden Break 2 en Guest : Dj Mhd, Dj Starlight, DJ Galy, Dj Elias

Vinyl Golden Break 3 en Guest : DJ Snake, DJ Will, DJ Said, DJ Nass-R, DJ Galy

Vinyl Golden Break 4 en Guest : DJ Galy
De 2005 à 2007 :
Mixtape R’n’b Dream Vol.1 Dj Moh’h & Dj Fans-t

Mixtape R’n’b Dream Vol.2 Dj Moh’h & Dj Fans-t

Mixtape R’n’b Dream Vol.3 Dj Moh’h & Dj Fans-t

Mixtape R’n’b Dream Vol.4 Dj Moh’h & Dj Fans-t

Mixtape R’n’b Dream Vol.5 Dj Moh’h & Dj Fans-t

Mixtape R’n’b Dream Vol.6 Dj Moh’h & Dj Fans-t
Mixtape R’n’b Platinium Vol.1 Dj Moh’h

Mixtape R’n’b Platinium Vol.2 Dj Moh’h

Mixtape R’n’b Platinium Vol.3 Dj Moh’h

Mixtape R’n’b Platinium Vol.4 Dj Moh’h

Mixtape R’n’b Platinium Vol.5 Dj Moh’h
Mai 2007 : Compilation Opinion sur Rue 3 (Kery James, Saïan Supa Crew, Freeman, Relic…)
Juin 2007 : Mixtape Mister You -  Cocktail de Rue
Album
2017 : Pay Me Now
Singles (sous Golden Crew)
2010 : Viens Me Voir (Feat. Jordan Kaahn, Jahree)

2010 : You're My Lovin (feat. Da Hit Boys)

2011 : In Love With the Music (feat. Brick & Lace, Lynnsha)

2012 : Sexyfied (feat. Icandy, TLF)
Singles (seul)
2015 : You Make Me Wanna (feat. Jackson, Six)

2015 : Omri (feat. Jackson, Six)

2015 : Haki (feat. Madjid Hadj Brahim, Six)

2015 : Ven Aqui feat. Six, La Synesia (Vegedream, ...)

2016 : Ven Aqui (feat. Kenza Farah, Six)

2016 : Ven Aqui (Remix feat. Parisa),

2016 : Tornado (feat. Sean Paul, Nicky B, Clayton Hamilton)

2016 : Shake Your Bam Bam (feat. Richie Loop)

2016 : Biff (feat. Les Jumo, Pitshoo)

2017 : Wine (feat. Makassy)

2017 : Ça Te Va Bien (feat. Baba Baba, Dalvin)

2017 : Horoscope (feat. Mare, Natel)

2017 : I Want You (feat. Dotman)

2017 : Laisse Moi Planer (feat. Hiro)

2017 : Ça Te Va Bien (feat. Barbapappa, Dalvin)

2017 : Money (feat. Jr O Chrom, Ya Levis)

2017 : Je veux m'en aller (feat. Thomas Mendjy)

2017 : M'échapper (feat. Clayton Hamilton, Icandy)

2017 : Ma Vie (feat. Sultan, Natel)

2017 : Séduction (feat. Hiro , Esco)

2017 : Aïe, Aïe, Aïe (feat. Fedia, Six)

2017 : Horoscope (feat. Mare, Natel)

2017 : Time (feat. Lynda)

2017 : Désolé (feat. Kenza Farah, Icandy)

2017 : I Want You (feat. Dotman)

2018 : Kondo (feat. Axel Tony)

2018 : Siyé (feat. Iba One)

2018 : DLC (feat. Tenor)

2018 : Cai Na Gandaia (feat. Os Cretinos, MC DG)

2019 : Belly Dancer (feat. Faydee, Young Zerka)

2019 : Elle Ramasse (feat. Kiff No Beat)

2019 : African Proud (feat. Wally Seck, Iba One, Josey, Fanicko, Kafon, Stanley Enow, Bgmfk, Héritier Watanabe et Dub AfriKa),

2020 : Girl You're Fine (feat. Soul Bang's, Salatiel, Gaz Mawete)

2021 : Baila (feat. Fally Ipupa, Djodje),,

2021 : Hold Up (feat. Lyna Mahyem, Admiral T, Harrysong)

2023 : JO (feat. 1DA Banton, French Montana) 
2023 : Distance (feat. Atomic Otro Way Kikimoteleba, Platini P)   

## Activités parallèles

### Entrepreneuriat

#### Pay Me Now

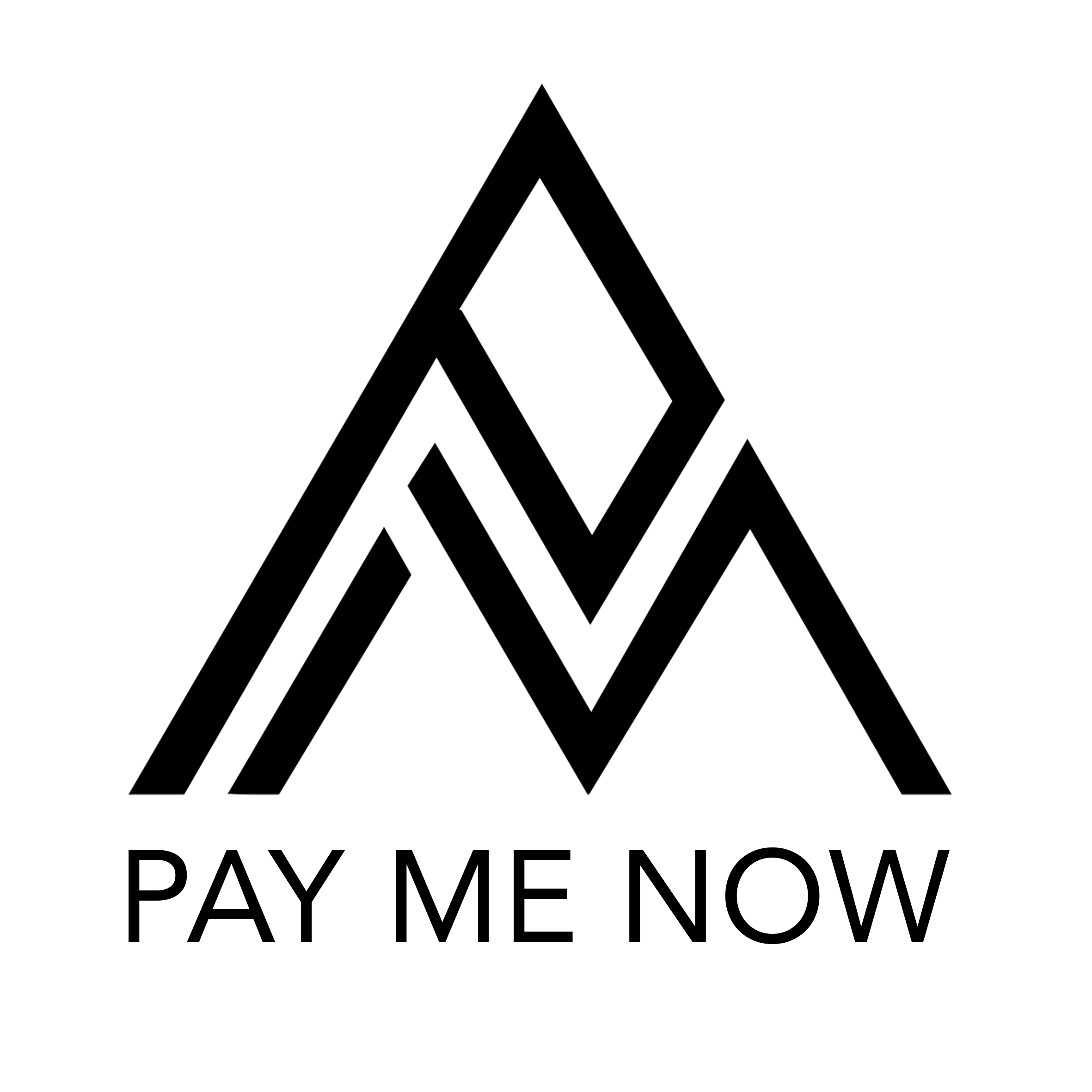
Logo de la marque Pay Me Now

En plus de son activité de DJ, Moh Green se lance dans l'entrepreneuriat en 2016 en fondant sa propre boîte, “Pay Me Now”, dont il a fait son slogan. Il a ainsi créé son propre label, sa société d’édition musicale “Pay Me Now Prod” , sa société d’évènementiel “Pay Me Now Event” et sa marque de vêtements “Pay Me Now Paris” .
L’histoire Pay Me Now Paris débute en 2004 dans le studio d’enregistrement de musique de DJ Moh Green.

## Distinctions
Nominations
All Africa Music Awards 2021
- Meilleur DJ Africain[24]
- Meilleur artiste d'Afrique du Nord[25]

All Africa Music Awards 2019
- Meilleur DJ Africain
- Meilleur artiste d'Afrique du Nord

All Africa Music Awards 2018,
- Meilleur DJ Africain
- Meilleur artiste d'Afrique du Nord

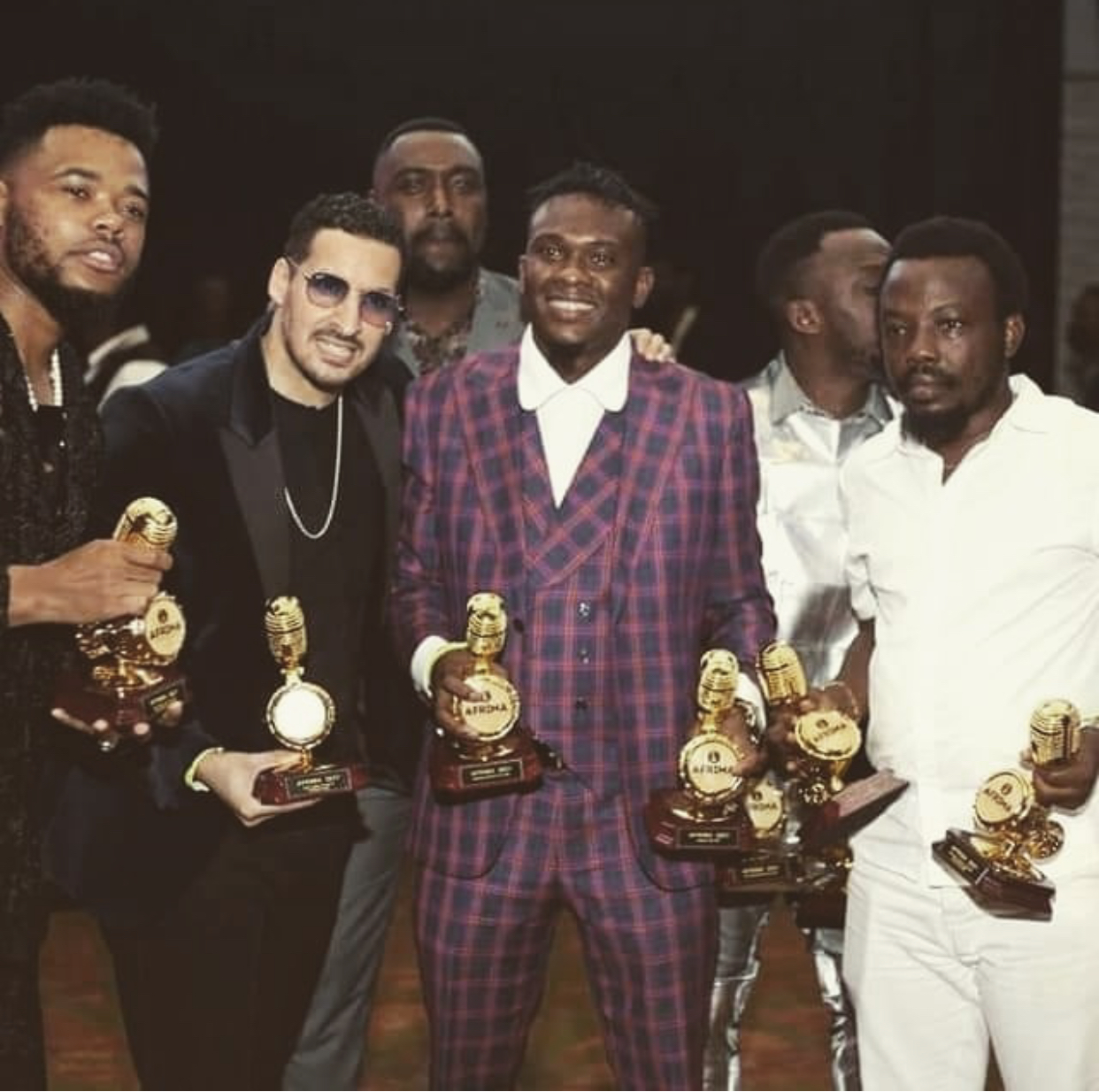
Moh Green en compagnie d'Iba One, avec les trophées des All Africa Music Awards

- Meilleure collaboration africaine avec Magasco[28]
- Meilleur artiste dans la catégorie Reggae, Ragga & Dancehall

Récompenses
NRJ Canada
- Single Viens Me Voir classé numéro 1[29]